# Siratus beauii
Siratus beauii (nomeada, em inglês, Beau's murex) é uma espécie de molusco marinho pertencente à classe Gastropoda e à família Muricidae da ordem Neogastropoda. Foi classificada por P. Fischer & Bernardi, com a denominação Murex beauii, em 1857, no texto "Descriptions D'espèces Nouvelles", publicado no Journal de Conchyliologie. 5.: páginas 295-296, ilustração 1 pl. VIII (com seu espécime-tipo coletado na região da ilha de Marie-Galante, no arquipélago de Guadalupe; seu descritor específico em homenagem ao "Sr. Comandante Beau, cujas pesquisas sobre os moluscos de Guadalupe e suas dependências nos deram a conhecer tantas formas interessantes"). É nativa do oeste do oceano Atlântico, da Flórida ao Uruguai, incluindo o golfo do México, mar do Caribe e a costa brasileira.

## Descrição da concha
Concha de aparência variável, bem esculpida, frágil em suas projeções espiniformes mais ou menos frondosas; de coloração esbranquiçada, amarelada ou vermelho-acastanhada, com 10 a pouco mais de 13 centímetros de comprimento e com 8 voltas quando bem desenvolvida; de espiral alta, esculpida com cristas nodulosas axiais atravessadas por finos cordões espirais e com 3 varizes por volta, de onde se projetam seus espinhos e frondes. Canal sifonal alongado e frágil. Opérculo córneo, de coloração castanha a castanho-avermelhada e esculpido com anéis concêntricos.

## Habitat, hábitos e frequência
Siratus beauii é encontrada em águas da zona nerítica entre os 180 e os 400 metros de profundidade, sendo uma espécie predadora (todos os Muricidae são carnívoros); incluída no livro Rare Shells, publicado por S. Peter Dance em 1969; em que seu autor afirma: "possuir um exemplar de Murex beaui (sic), uma das conchas mais raras, descoberta pela primeira vez pelo Comandante Beau, no Caribe, é o desejo de muitos colecionadores, um desejo que não é difícil de realizar hoje em dia - a um preço. Possuir uma que se assemelhe à concha ilustrada aqui é outra questão. M. beaui vem em duas formas: a forma de águas mais rasas, com espinhos simples, e a forma de águas profundas, muito mais escassa, com espinhos em teia ou com babados. Poucos desta última forma foram encontrados"; mas agora é conhecida por ser bastante comum.

## Selo postal
Em 5 de junho de 2007, a Empresa Brasileira de Correios e Telégrafos e a Casa da Moeda do Brasil fizeram uma emissão de selo postal contendo as conchas das espécies Cochlespira elongata, Charonia variegata e Chicoreus beauii, com arte gráfica por Anderson Moreira Lima.